# Nicolás Wunsch
Nicolás Andrés Wunsch Tomás (Montevideo, 14 giugno 2003) è un calciatore uruguaiano, centrocampista del Defensor Sporting.

## Carriera
Wunsch è cresciuto nel settore giovanile del Defensor Sporting, con cui ha debuttato in prima squadra il 24 novembre 2021 nell'incontro di Segunda División perso 1-0 contro il Danubio. Rimasto inutilizzato nelle due stagioni seguenti, nel 2024 è tornato in prima squadra ed il 29 aprile ha segnato il suo primo gol nel pareggio per 2-2 contro i Montevideo Wanderers.

## Statistiche

### Presenze e reti nei club
Statistiche aggiornate al 29 aprile 2024.
| Stagione        | Squadra           | Campionato      | Campionato | Campionato | Coppe nazionali | Coppe nazionali | Coppe nazionali | Coppe continentali | Coppe continentali | Coppe continentali | Altre coppe | Altre coppe | Altre coppe | Totale | Totale | Totale |
| Stagione        | Squadra           | Comp            | Pres       | Reti       | Comp            | Pres            | Reti            | Comp               | Pres               | Reti               | Comp        | Pres        | Reti        | Pres   | Reti   |        |
| --------------- | ----------------- | --------------- | ---------- | ---------- | --------------- | --------------- | --------------- | ------------------ | ------------------ | ------------------ | ----------- | ----------- | ----------- | ------ | ------ | ------ |
| 2021            | Defensor Sporting | SD              | 2          | 0          |                 | -               | -               |                    | -                  | -                  |             | -           | -           | 2      | 0      |        |
| 2022            | Defensor Sporting | PD              | 0          | 0          | CU              | 0               | 0               |                    | -                  | -                  |             | -           | -           | 0      | 0      |        |
| 2023            | Defensor Sporting | PD              | 0          | 0          | CU              | 2               | 0               | CL                 | 0                  | 0                  |             | -           | -           | 2      | 0      |        |
| 2024            | Defensor Sporting | PD              | 17         | 1          | CU              | 0               | 0               | CL                 | 1                  | 0                  | SU          | 0           | 0           | 18     | 1      |        |
| Totale carriera | Totale carriera   | Totale carriera | 19         | 1          |                 | 2               | 0               |                    | 1                  | 0                  |             | 0           | 0           | 22     | 1      |        |

## Palmarès

### Competizioni nazionali
- Copa Uruguay: 2

Defensor Sporting: 2022, 2023